# Vaginalcytologiskt prov
Vaginalcytologiskt prov är en screeningmetod för cancer som även benämns cervixcytologiskt prov och papa-prov (efter metodens upphovsman Georgios Papanikolaou). Denna undersökningsmetod utförs av en gynekolog, läkare eller laboratorieskötare (Finland) som tar ett vaginalt cellprov. Cellprovet undersöks genom att ett utstyk av slemhinnan undersöks ljusmikroskopiskt av en patolog.
Den vanligaste cancerformen  i vaginan är livmoderhalscancer som beror på sexuellt överfört humant papillomavirus (HPV-virus). Den kan upptäckas med denna screening.